# ホープ (福岡県の企業)
株式会社ホープ（英: HOPE,INC.）は、福岡県福岡市に本社を置き、自治体が所有する様々なスペース（広報紙・WEBページ・給与明細・庁舎内）に広告枠を設け、掲載料の一部を自治体の歳入に充てることで自治体の財源確保を支援する企業。
2016年6月15日に東京証券取引所マザーズ、福岡証券取引所Q-Boardに上場。2021年12月1日付で、広告事業、エネルギー事業、ジチタイワークス事業を会社分割により子会社化、持株会社体制へ移行した。
エネルギー子会社の破産手続き開始により2022年3月にエネルギー事業から撤退。2024年3月現在は広告事業、ジチタイワークス事業、企業版ふるさと納税支援事業、空き家対策支援の総合プラットフォーム「akisol（アキソル）」の事業を行っている。

## 役員
- 代表取締役社長兼CEO：時津孝康
- 取締役COO：森新平
- 取締役CFO：大島研介
- 社外取締役：平田えり
- 社外取締役：福留大士
- 常勤監査役：松山孝明
- 監査役：河上康洋
- 監査役：松本一哉

## サービス概要
広告事業
SMART RESOURCE（スマートリソース） - 自治体が所有する様々なスペース（広報紙・WEBページ・給与明細・庁舎内）に広告枠を設け、掲載料の一部を自治体の歳入に充てることで自治体の財源確保を支援するサービス。
- 広報紙
- WEBサイトバナー
- 公務員向け媒体
- LAMP（現在サービス提供休止中）

SMART CREATION（スマートクリエイション）
- マチレット

SMART FR CONSULTING（スマートエフアールコンサルティング）
ジチタイワークス事業
- 行政マガジン『ジチタイワークス』
- ジチタイワークス　HA×SH（ハッシュ）
- ジチタイワークス無料名刺
- BtoGソリューション
- 自治体クリップ

企業版ふるさと納税支援事業
空き家対策総合サービスakisol運営事業
マチイロ
- 自治体情報配信アプリ「マチイロ」の開発・管理・運営[7]

## 沿革
- 2005年2月 - 有限会社ホープ・キャピタル創業
- 2006年6月 - 自治体が保有する様々なスペースの広告事業化を行う「SMART RESOURCEサービス（旧・DSサービス）」を開始
- 2007年5月 - 有限会社を改組し、商号を株式会社ホープ・キャピタルに変更
- 2009年
  - 4月 - 商号を株式会社ホープに変更
  - 5月 - 規模拡大に伴い本社を福岡市中央区天神に移転
- 2011年11月 - 規模拡大に伴い、本社を福岡市中央区薬院に移転
- 2013年
  - 3月 - 情報セキュリティマネジメントシステムのISMS（ISO 27001：2013）の認証を取得
  - 9月 - 自治体情報誌の制作無償請負を行う「SMART CREATIONサービス（旧・MCサービス）」を開始
- 2014年
  - 5月 - 決算期を9月から6月に変更
  - 7月 - 広報紙等自治体情報配信アプリ「マチイロ」を正式にリリース
  - 8月 - 自治体向け営業活動の支援・代行等を行う「メディア事業（旧・BPO支援サービス）」を開始
- 2016年
  - 6月 - 東京証券取引所マザーズ市場及び福岡証券取引所Q-Board市場に新規上場
  - 9月 - 自治体広告やエリア限定広告に特化したマーケットプレイスサービス「LAMP」を開始
- 2017年
  - 1月 - 自治体の課題に対してソリューション提供を行う「マーケティング事業（旧・ビジネスプロセスコンサルティングサービス）」を開始
  - 12月 - 行政マガジン『ジチタイワークス』創刊
- 2018年
  - 3月 - 小売電気事業者登録完了、エネルギー事業「GENEWAT」を開始
  - 7月 - 「BPO支援サービス」及び「ビジネスプロセスコンサルティングサービス」を集約した「BtoGマーケティング」を開始
- 2020年
  - 5月 - 自治体と企業をつなぐ協働支援プラットフォーム「ジチタイワークス HA×SH（ハッシュ）」の提供を開始
  - 10月 - 株式会社ホープエナジー設立
- 2021年
  - 7月 - メディア事業をジチタイワークス事業に名称変更
  - 10月 - 企業版ふるさと納税支援事業の開始を発表[8]。空き家対策支援の総合プラットフォーム「akisol（アキソル）」の開始を発表[9]
  - 12月 - 株式会社ジチタイアド、株式会社ホープエナジー、株式会社ジチタイワークスの3社をグループ会社とする持株会社体制へ移行
- 2022年3月 - 子会社の株式会社ホープエナジーが東京地方裁判所から破産手続開始決定を受ける[10][11]。決算期を6月から3月に変更
- 2023年1月 - 株式会社チェンジに対して第三者割当増資を実施する予定であると同時に、チェンジの持分法適用会社となる予定[12][13]。
- 2024年3月 - 株式会社マチイロ設立[14]